# Peritasis
Peritasis är ett släkte av steklar. Peritasis ingår i familjen brokparasitsteklar.
Kladogram enligt Catalogue of Life:
| Peritasis | \| \| Peritasis luculentia \| \| \| \| \| \| Peritasis medialba \| \| \| \| \| \| Peritasis townesi \| \| \| \| |
|           | \| \| Peritasis luculentia \| \| \| \| \| \| Peritasis medialba \| \| \| \| \| \| Peritasis townesi \| \| \| \| |
|           | Peritasis luculentia                                                                                            |
|           | |
|           | Peritasis medialba                                                                                              |
|           | |
|           | Peritasis townesi                                                                                               |
|           | |